# Pseudalosterna discalis
Pseudalosterna discalis är en skalbaggsart som först beskrevs av J. Linsley Gressitt 1935.  Pseudalosterna discalis ingår i släktet Pseudalosterna och familjen långhorningar. Inga underarter finns listade i Catalogue of Life.